# Black bloc

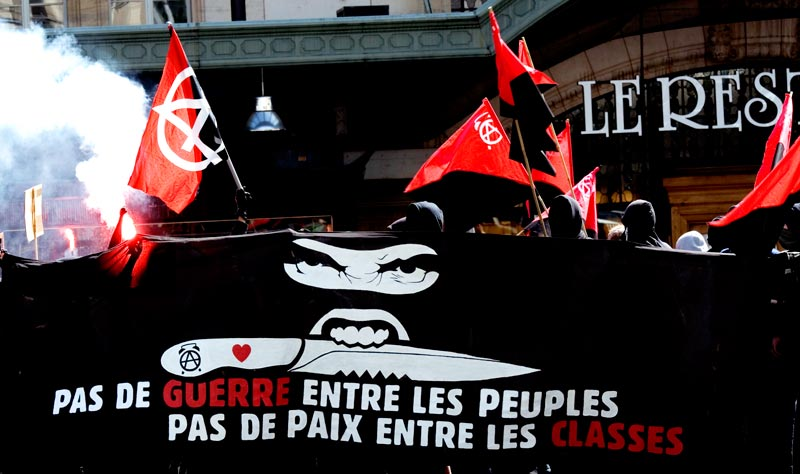
« Pas de guerre entre les peuples, pas de paix entre les classes »,
Journée internationale des travailleurs à Lausanne (Suisse), le 1er mai 2008.

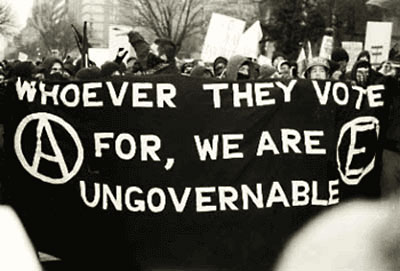
« Peu importe pour qui ils votent, nous sommes ingouvernables » (2008).

L'expression black bloc /ˈblæk blɑk/ (« bloc noir » en anglais) désigne :
- dans le cadre d'une action[2] : des structures éphémères[3] utilisant des tactiques de manifestation[4] ou des formes d'action directe collectives[5] éventuellement violentes, et
- de façon plus informelle : des groupes d'affinité[6],[7] ou individus partageant une idéologie formée autour de la nécessité d'utiliser de telles méthodes.

L'expression ne renvoie pas à un mode d'action spécifique et unique mais plutôt à la juxtaposition ou la combinaison, dans une même action ou à des moments différents, de courants de pensée potentiellement opposés :
- violents, de ceux qui voient dans la violence le seul moyen de réellement donner une portée à leur action, et considèrent que les actions non violentes ne sont que des exutoires inefficaces permettant d'éviter l'accumulation du sentiment de frustration au sein des populations[8].
- néanmoins, certains black blocs participent à des manifestations sans avoir recours à la force.

Sans organigramme, ni figures centralisées, le black bloc est constitué d'activistes et de groupes d'individus organisés ou non, tout de noir vêtus et masqués pour préserver l'anonymat. Historiquement ancrée dans l'altermondialisme et l'anarchisme de l'extrême gauche, les individus composants un black bloc n'ont généralement ni appartenance formelle ni hiérarchie .
Les actions du black bloc ciblent généralement les symboles de l'État (commissariats de police, tribunaux, bâtiments administratifs) et du capitalisme (banques, agences d'intérim, entreprises multinationales, sociétés de publicité, restauration rapide). Afin de justifier leurs interventions parfois violentes face à la mondialisation, les militants soutiennent que le capitalisme est infiniment plus destructeur qu'aucune de leurs actions directes.
Le black bloc est médiatisé lors des manifestations contre la Première guerre du Golfe en 1991, puis en 1999 à Seattle lors du contre-sommet de l'OMC, lors des manifestations contre les G8 à Gênes en juillet 2001, à Évian en 2003, à Heiligendamm en 2007, à Strasbourg lors du contre-sommet de l'OTAN en avril 2009, à Hambourg pendant le G20 en 2017, ou encore le 1er mai 2018 ainsi que lors de la crise des Gilets jaunes à Paris.

## Étymologie
Le terme anglais black bloc est une traduction de l'allemand Schwarzer Block (littéralement « bloc noir »). Ce serait la police de Berlin Ouest, en 1980, qui aurait attribué le nom à cette forme d'action collective issue du mouvement 'autonome' des squats, et qui consiste à se grouper en manifestation, tous vêtus et masqués de noir, pour manœuvrer en bloc compact, se protéger mutuellement, et possiblement affronter les policiers ou lancer des frappes contre des cibles,,.
Plusieurs nouvelles appellations sont apparues au sein du black bloc par la suite : le « Radical Anti-Capitalist Blocs » (RACB) composé d'un millier de personnes a émergé lors du rassemblement contre le FMI et la Banque mondiale à Washington les 16 et 17 avril 2000 ou encore le « cortège de tête » des manifestations contre la loi Travail en 2016 en France, nommé ainsi car il prit place en première ligne des manifestations, position traditionnelle des grandes centrales syndicales.

## Histoire

### Origine
Il est courant de faire remonter les origines du black bloc aux autonomes allemands de Berlin-Ouest du début des années 1980,. Face aux incursions policières, les autonomes allemands se sont organisés en « Schwarzer Block » pour mettre en pratique des actions directes collectives afin de défendre, en masse, des squats (« Freiräume ») et des « lieux autogérés » menacés d’expulsion. Les black blocs se sont ensuite multipliés en marge des mouvances anticapitalistes, internationalistes, antifasciste radicale et antiautoritaires.
L'historienne Dominique Baqué a écrit en 2004 : « Visages recouverts d'un masque, casqués, difficiles à cerner et à saisir, les black blocs ne se revendiquent d'aucune organisation, d'aucun courant [...] ils ont fait leur apparition à Berlin-Ouest au cours de l'hiver 1980, souvent issus des squatts, libertaires et anarchistes, prônant l'appropriation violente des biens matériels produits par le capitalisme. »

### Internationalisation
Dans les années 1990, les militants du mouvement nord-américain Anti-Racist Action (en) (ARA) qui privilégient la confrontation directe contre les néo-nazis et les suprémacistes « Blancs » reprennent la tactique black bloc,.
La tactique du black bloc apparaît dans les médias en 1991 aux États-Unis à l'occasion d'une manifestation contre la guerre du Golfe où des participants effectuèrent des actions directes en marge des cortèges conventionnels, notamment contre des locaux de la Banque mondiale.
Le 30 novembre 1999, lors du congrès de l’OMC à Seattle, un black bloc d’environ 200 militants s'est attaqué aux locaux de sociétés multinationales se trouvant sur le parcours de la manifestation, et a bloqué les rues avec du mobilier urbain pour en faire des « zones autonomes temporaires », attirant l'attention des médias.
Cette tactique consistant à se regrouper et circuler, les visages masqués, pour s’en prendre physiquement aux symboles de l’État et du capitalisme se diffuse « principalement à travers le réseau de la contre-culture punk et d'extrême ou d'ultragauche, grâce à des fanzines, à des groupes de musique en tournée et à des contacts personnels »

### Sociologie
Historiquement, le « black bloc » a été fondé par des étudiants allemands tous issus de la classe moyenne supérieure. Ses membres viennent principalement « de milieux sociaux privilégiés » et non des banlieues pauvres. Pendant longtemps, il s'agit, selon Olivier Cahn, « d'une fraction relativement éduquée de la population issue de l'ultragauche anarcho-autonome ». Pour Thierry Vincent, « ce sont plutôt des blancs, assez peu de racisés, avec un capital culturel élevé ».
Néanmoins, une évolution semble avoir lieu au profit de groupes plus populaires qui ferait diminuer la proportion de jeunes gens issus de la bourgeoisie. Certains viennent des « Kops » d'Auteuil, des supporters de l'ultra-gauche opérant au Stade de France qui montrent des origines sociales plus populaires.

### Poursuites en justice et condamnations
Après les manifestations liées aux différents sommets du G8 en Europe au début des années 2000, les tribunaux européens[Lesquels ?] poursuivent des personnes accusées d'être « membres de Black Blocs » pour « vandalisme », « association de malfaiteurs » et « association de malfaiteurs en vue d'une entreprise terroriste ».
Un certain nombre de condamnations ont été prononcées contre des membres des black blocs,, néanmoins, selon Le Point, les black blocs tombés aux mains de la police suivent le plus souvent un document de deux feuillets intitulé « Que faire en cas d'arrestation ? », qui leur donne la marche à suivre pour éviter de fournir des éléments à charge. Ils peuvent également s'appuyer « sur un réseau de journalistes amis et communicants des réseaux sociaux ».[non neutre]

## Mode de fonctionnement

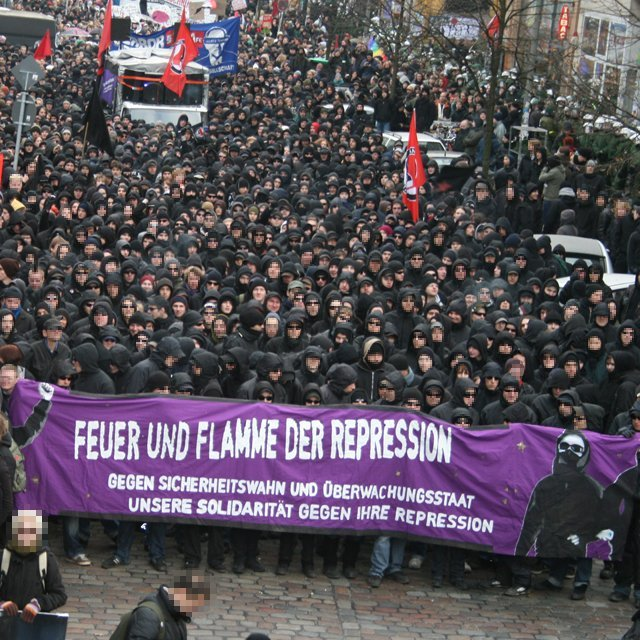
Un black bloc à Hambourg, 15 décembre 2007, avec une banderole : « Brûler la répression - Contre le délire sécuritaire et l'état de surveillance, notre solidarité contre leur répression »

Schématiquement, les black blocs sont des rassemblements de groupes d'affinité, d’inspiration libertaire, qui prônent une action directe de rue incluant de manière explicite dans leur répertoire d’actions la violence contre certains biens et certaines personnes (policiers et militants d’extrême-droite).
Certains black blocs ne comptent que quelques dizaines de personnes, d'autres des milliers. Les black blocs comportant de nombreux militants libertaires et égalitaires, parfois féministes, se constituent d'un nombre important de femmes, mais son principe même étant l’anonymisation des militants, il est difficile d'identifier réellement la proportion d'hommes et de femmes à l’intérieur des cortèges,.

Selon l'analyste Jacques Baud, 

« Contrairement à une opinion largement répandue — et aux affirmations de certains services de renseignements — le black bloc n’est ni une structure, ni une organisation, ni un réseau, ni une idéologie. Elle représente une fonctionnalité au sein d’une manifestation, associée à une stratégie d’action de nature asymétrique. »

### Modus operandi
Les black blocs se forment généralement au point de rendez-vous des manifestations loin du regard des policiers, derrière des bannières ou cachés dans la foule, ou pendant les manifestations quand une intervention policière ou une action directe se prépare. Les activistes s'habillent et se masquent de noir pour symboliser l'unité, leur solidarité et l'égalité des hommes et femmes au sein d'un black bloc et créer un effet de masse, mais surtout pour se protéger des caméras de vidéo-surveillance et pour éviter d’être identifiés par les forces policières. Ils portent souvent des blousons de cuir et des protections de fortune adaptées à la guérilla urbaine (équipement sportif, lunettes de ski ou de plongée, bannière renforcée).
Selon Pierre-Henry Brandet, porte-parole du ministère de l'Intérieur français, en 2009 :

« Les black blocs forment, dans les manifestations, des groupes éphémères, dont l'objectif est de commettre des actions illégales, en formant une foule anonyme non identifiable. C'est la raison pour laquelle ces individus portent des vêtements noirs ou très sombres, ce qui rend difficile le travail d'identification et d'interpellation. Ils s'habillent ainsi au dernier moment et changent immédiatement de tenue une fois les exactions terminées. » Selon lui, ils sont « pour beaucoup issus de la mouvance anarchiste » et participent à « tous les combats altermondialistes violents. »

### Usage de la force
Selon la politologue Sylvie Dugas : « L'usage de la force permet aux partisans du Black Bloc de signifier aux plus défavorisés qu'ils sont prêts à mettre leur corps en péril pour exprimer leur solidarité envers eux ». Pour Francis Dupuis-Déri, enseignant-chercheur en science politique à l’Université du Québec à Montréal, affirmant que le black block n’a jamais causé de morts, estime :

« [Le black block] n’est qu’un usage de la force de très basse intensité : quelques lancers de bouteilles et cailloux, exceptionnellement un cocktail Molotov, jamais d’armes à feu. Sur l’échelle historique de la violence politique en France, y compris celle de sa police, on peut parler de microviolence. […] [Andreas Malm, dans son livre Comment saboter un pipeline] explique très bien le problème avec la conception dogmatique et simpliste de la non-violence, présentement majoritaire dans les réseaux écologistes. […] Tous les mouvements sociaux d’importance ont connu une aile plus radicale et pratiquant la perturbation ou ayant recours à la force. »

Les membres du black block ne considèrent d’ailleurs pas nécessairement la violence comme l’unique instrument de lutte, mais comme un instrument parmi d’autres : s’élevant contre le « dogme de la non-violence », ils revendiquent son utilisation lorsqu’elle semble pertinente, mais pas comme l’unique solution à tous les problèmes, reconnaissant par ailleurs que son usage peut être contre-productif dans le cadre d’une lutte sociale.
Certains black blocs pratiquent la destruction de biens matériels : attaques de banques, bâtiments gouvernementaux, sociétés multinationales, caméras de vidéo-surveillance, publicité et tout ce qui à leurs yeux représente le capitalisme et l'État. Cette volonté de ne pas frapper n’importe quelle cible est une constante de la violence autonome de rue. Ces actions sélectives ne visent pas à s'attaquer aux personnes, aux petits commerces, aux habitations et aux biens collectifs indispensables mais aux biens des représentants du capitalisme et l'État.
D'autres se donnent pour mission de protéger physiquement les manifestations. Ils opèrent alors différemment en concentrant tous leurs efforts sur les forces policières, faisant reculer leurs lignes pour regagner du terrain perdu, forçant les lignes policières lors d'encerclement, libérant les personnes arrêtées (dé-arrestation), apportant un appui physique aux manifestants interpellés ou attaqués par les policiers et défendant physiquement les militants pratiquant la désobéissance civile contre les interventions policières. Les activistes n'hésitent pas à affronter violemment les Forces de l'Ordre qu'ils considèrent comme le bras armé du capitalisme et de l'État.
Bien que critiqués par une partie des militants altermondialistes ou pacifistes — avec lesquels il existe parfois de réelles tensions, trouvant l'action des black blocs contre-productive pour la mise en place d'une alternative politique, — la plupart des membres du black bloc affirment refuser de mettre en danger le reste des manifestants. Ainsi, pour la manifestation de Gênes, les échauffourées se sont déroulées le matin et dans un lieu éloigné, avant que ceux qui y avaient participé ne rejoignent les rangs de la grande manifestation pour défiler avec les autres manifestants.

### Non-violence
Selon Olivier Cahn, la constitution d’un black bloc au sein d’une manifestation n’implique pas systématiquement perpétration d’exactions. En outre, les modes d’action adoptés ne sauraient se résumer à l’exercice de violences, ni même d’actes illégaux.
Depuis le début des années 2000, la tactique du black bloc est utilisée par certains anarchistes et leurs sympathisants lors de nombreuses émeutes, confrontation de rue et actions directes mais aussi lors de nombreuses manifestations pacifiques, l’anarchisme comptant également beaucoup de partisans non-violents[source insuffisante]. De nombreux black blocs ont simplement défilé calmement, sans poser de gestes spectaculaires ou violents, leur seule présence en manifestation exprimant déjà une critique radicale[source insuffisante].
En signe de solidarité et d'appui anonyme, par précaution en cas de crainte d’intervention policière ou d’agression d'extrême-droite, ou simplement pour s'afficher, de petits et moyens black blocs font fréquemment leur apparition dans ces rassemblements, montrant par-là le respect des militants libertaires pour la diversité des tactiques et prouvant que la violence n'est pas leur seul but. Certains black blocs participent à des manifestations sans avoir recours à la force. Ce fut le cas, entre autres, lors des manifestations pour les droits des femmes à Washington (22 avril 2001), contre le Forum économique mondial à New York (janvier-février 2002) et contre le sommet du G8 à Calgary et à Ottawa (juin 2002).
Ailleurs, ils vont manœuvrer pour détourner l'attention des policiers et faciliter l'action d'autres groupes militants pratiquant le blocage de routes, comme au sommet du G8 en Écosse en 2005. En général, leur choix tactique dépend du contexte politique et du rapport de force, et leurs cibles ont une signification politique évidente[source insuffisante].

## Critiques
Une frange de la population, qu'il s'agisse de manifestants altermondialistes, de porte-paroles du mouvement des Gilets jaunes ou de représentants de partis d'extrême droite, considèrent parfois les black blocs comme des agents infiltrés (agents provocateurs) par la police pour faire mauvaise presse à certaines manifestations,.
En 2019, lors des manifestations des Gilets jaunes en France, le journal Libération rapporte des témoignages concordants de « Black blocs » rejoignant les rangs des CRS. Jordan Bardella s'étonne de l'impunité apparente dont ils bénéficient,. Selon France Info, ces rumeurs persistantes sont liées à l'infiltration des manifestations par des policiers en civil qui s'habillent comme les manifestants pour se fondre dans la foule, récupérer des renseignements et procéder à des interpellations.
Lors des manifestations de protestation contre la loi sécurité globale en France en novembre et décembre 2020, le mode d’action des black blocs caractérisé par « des policiers acculés, victimes de projectiles, des vitrines saccagées, des commerces incendiés », est critiqué par différentes personnalités politiques, comme la député de La France insoumise Caroline Fiat qui souhaite un « prompt rétablissement aux gendarmes et policiers blessés par ces ‘Black blocs’ » ou encore la cheffe du parti d’extrême droite Rassemblement national Marine Le Pen qui s'étonne de « l’impunité » dont bénéficieraient les membres de ces groupes.
Une partie de cette critique, notamment du côté de la France insoumise, des communistes et de la CGT, dénonce une violence qui in fine serait utile au gouvernement. Ainsi, pour Alexis Corbière, « ceux qui agressent des policiers, détruisent ou brûlent non seulement commettent des actes dangereux et condamnables, mais sont les alliés objectifs des Darmanin et Lallement ». Une opinion partagée par Danielle Simonnet également élue LFI qui estime que « les casseurs sont plus utiles aux médias pour avoir des images qui font peur et au gouvernement ».
Cette violence extrême est notée par la presse étrangère. Ainsi, le journal italien La Stampa relate la manifestation du 5 décembre 2020 au cours de laquelle les membres du black bloc imposent « une sorte de guérilla urbaine » à certains quartiers résidentiels du nord-est de la capitale, mettant le feu aux voitures « (des petites voitures, pas des Porsches) » et détruisent les vitres des banques et des agences immobilières.

## Actes notoires

### Les années 1980
- En décembre 1980, les autorités de la ville de Berlin-Ouest décident de mettre un terme aux occupations d'universités et aux squats. C'est dans ce contexte que des activistes ont eu recours pour la première fois à la tactique du black bloc. Des « autonomes » vêtus et masqués de noir sont descendus dans la rue affronter les Forces de l'Ordre venues les expulser. L'invention du terme (schwarzer Block) est du reste attribuée à la police allemande[41].
- Un black bloc de 1 500 « autonomes » se forme à Hambourg, en 1986, pour défendre le squat Hafenstraße (en).
- Apparition de black blocs à l'occasion de la présence du président américain Ronald Reagan à Berlin-Ouest, en juin 1987.
- En septembre 1988, à Berlin-Ouest, un black bloc affronte les forces de l'ordre au cours d'une manifestation contre une réunion de la Banque mondiale et du FMI[5].

### Les années 1990

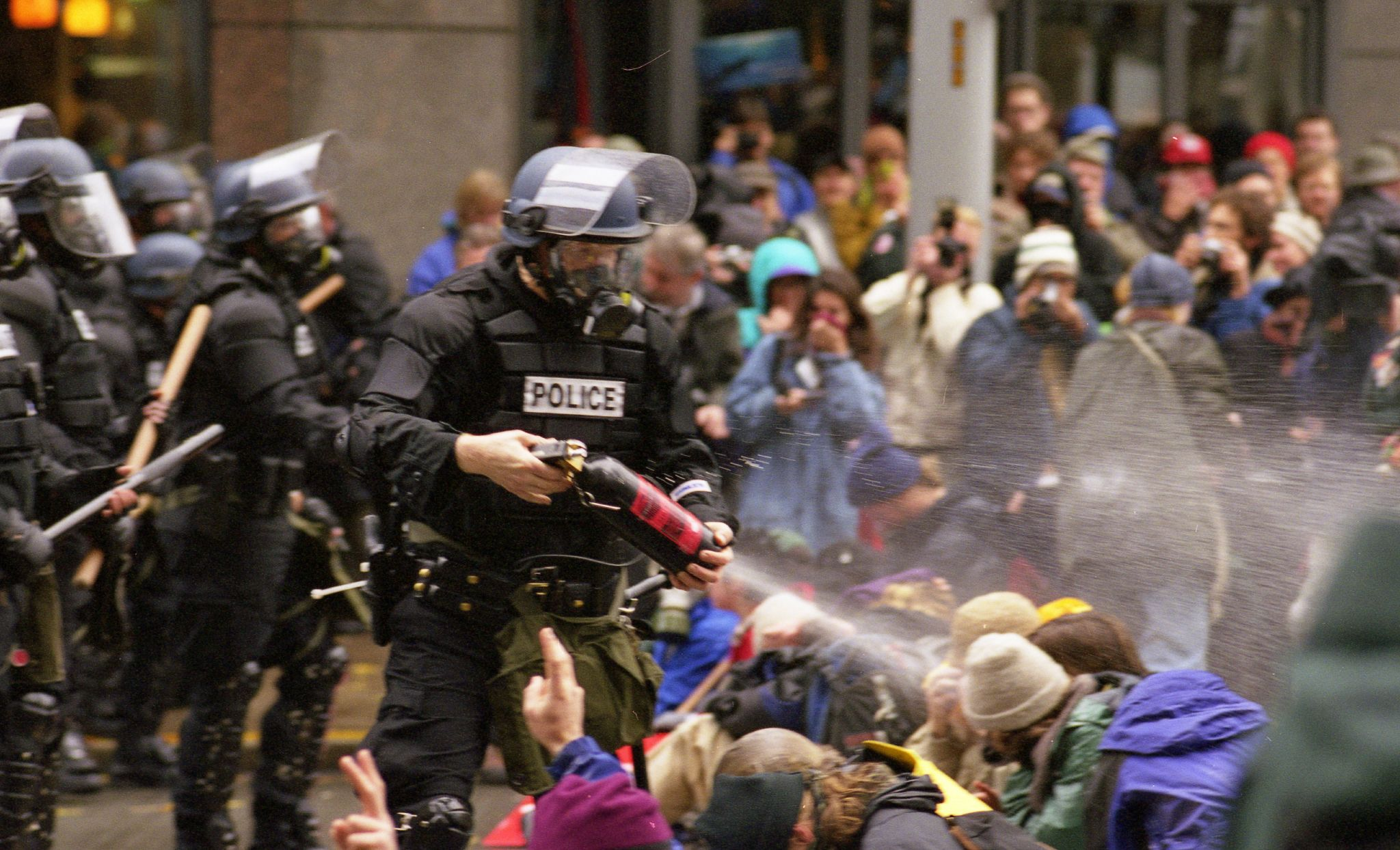
1999, la police de Seattle utilise du gaz poivre sur les manifestants.

- Dans les années 1990, les militants du mouvement nord-américain Anti-Racist Action (en) (ARA) qui privilégient la confrontation directe contre les néo-nazis et les suprémacistes blancs reprennent la tactique du black bloc[5],[2].
- Washington (1991) : le premier black bloc américain connu s'attaque aux locaux de la Banque mondiale à l'occasion d'une manifestation anti-guerre du Golfe[2].
- San Francisco (1992): un black bloc se forme contre les célébrations du 500e anniversaire de la découverte de l'Amérique par Christophe Colomb. Le bloc manifestant contre ce qu'ils considèrent comme des génocides perpétrés sur les Premières Nations.
- Usa (24 avril 1999): un black bloc d'environ 2 000 participants se forme à l'occasion d'une manifestation pacifique pour la libération de Mumia Abu-Jamal organisée par diverses organisations anti-autoritaires et d'extrême gauche réunies au sein du collectif Millions for Mumia.
- Seattle (novembre 1999): Un black bloc d’environ 200 activistes s'attaque à des vitrines de banques et de commerces et pille des magasins lors du Congrès de l’OMC. Des slogans sont tagués sur des murs et du mobilier urbain est brûlé ou détruit. Une zone autonome temporaire fortifiée par des barricades est constituée pendant quelques heures[42]. Cette journée est plus connue sous le nom de « bataille de Seattle ».

### Les années 2000
- Washington (16 et 17 avril 2000) : se tient une réunion du FMI et de la Banque mondiale. Un black bloc composé d'environ 1 000 personnes y est présent, optant cependant pour une tactique résolument différente de celle mise en pratique à Seattle. Le black bloc concentra tous ses efforts sur la police, faisant reculer leurs lignes à plusieurs reprises, forçant les barrages policiers, délivrant des personnes arrêtées, entraînant la police au-delà de son propre périmètre et défendant les militants pratiquant la désobéissance civile contre les interventions policières, leur permettant ainsi d’aller plus loin[43].

- Usa (2000): divers black blocs se constituent en marge des conventions républicaine (1er juin 2000 à Philadelphie) et démocrate. Les incidents sont de faible gravité.

- Prague (25 et 26 septembre 2000): un black bloc s'organise à l'occasion de la réunion du FMI. Quelque 3 000 personnes se heurtent à la police tchèque. Les affrontements sont très violents.

- Göteborg (juin 2001): un black bloc se forme contre le sommet de l'Union européenne. Toute une rue de la ville est dévastée. La police ouvre le feu sur la foule et blesse grièvement un des manifestants[réf. nécessaire].

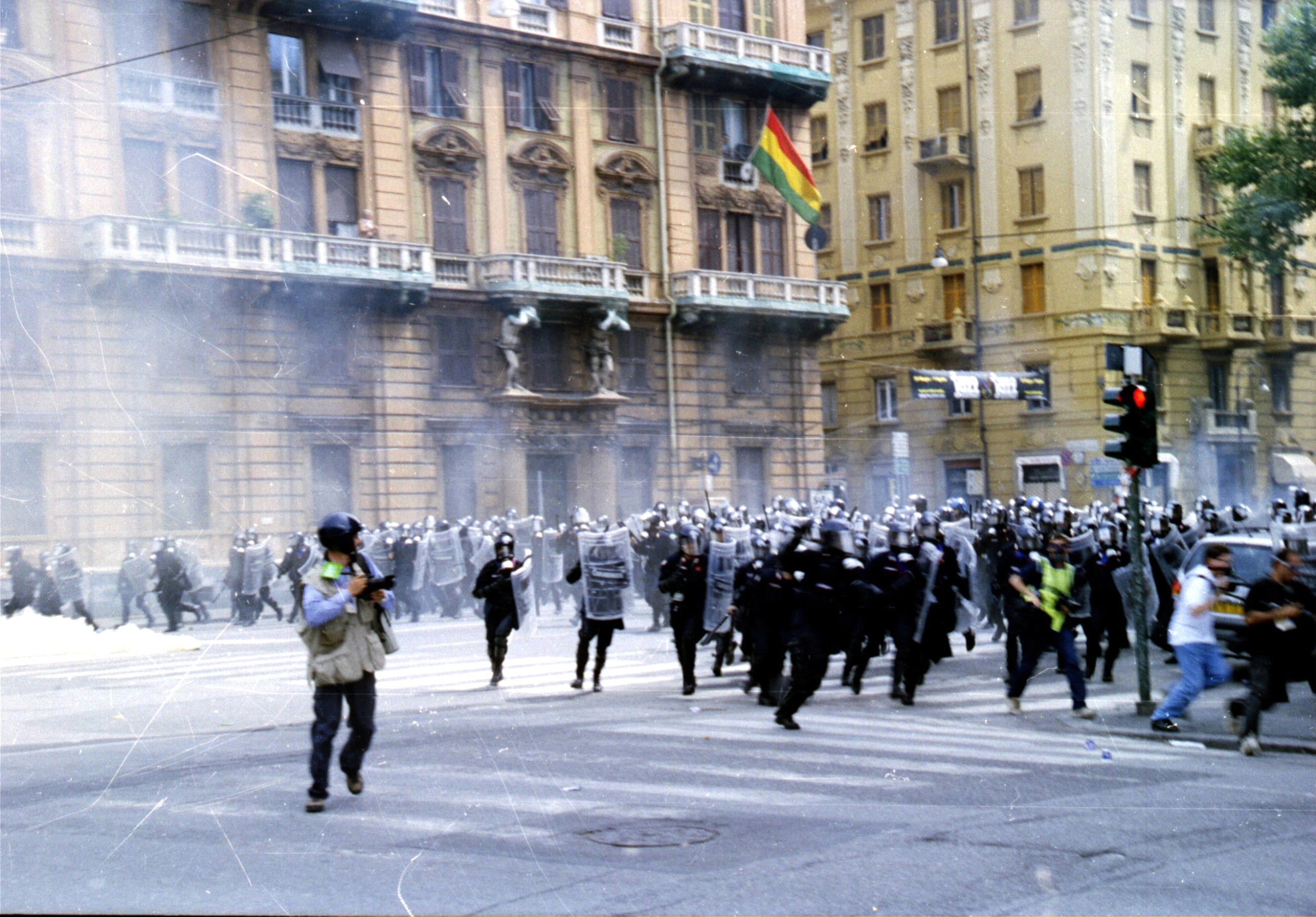
Émeutes anti-G8 de Gênes de 2001, charge des forces de police.

- Émeutes anti-G8 de Gênes de 2001. Le matin du 21 juillet 2001, un black bloc de 2 500 personnes s'attaque à des banques, des agences immobilières, des concessionnaires automobiles, des agences de voyages, des panneaux publicitaires ainsi qu'à la prison de Marassi où les Forces de l'Ordre ne parviennent pas à faire face à l'assaut[44]. En réaction, l'après-midi, les forces de police déchaînent alors des attaques très violentes contre des manifestants absolument pacifiques des divers lieux de protestation autorisée. Des camions de police sont lancés à grande vitesse contre la foule[45]. Carlo Giuliani, un jeune activiste altermondialiste qui s'apprêtait à lancer un extincteur sur la porte arrière du véhicule, est abattu d'une balle par un policier[46].

- Évian(1er, 2 et 3 juin 2003): Sur le parcours de la manifestation anti-G8 entre Genève-Annemasse, une station d'essence est détruite par des participants d'un black bloc[47] qui sont alors fortement critiqués par des pacifistes, mais aussi par d'autres membres du black bloc qui considèrent que certains types de destruction sont contre-productifs et discréditent le mouvement.

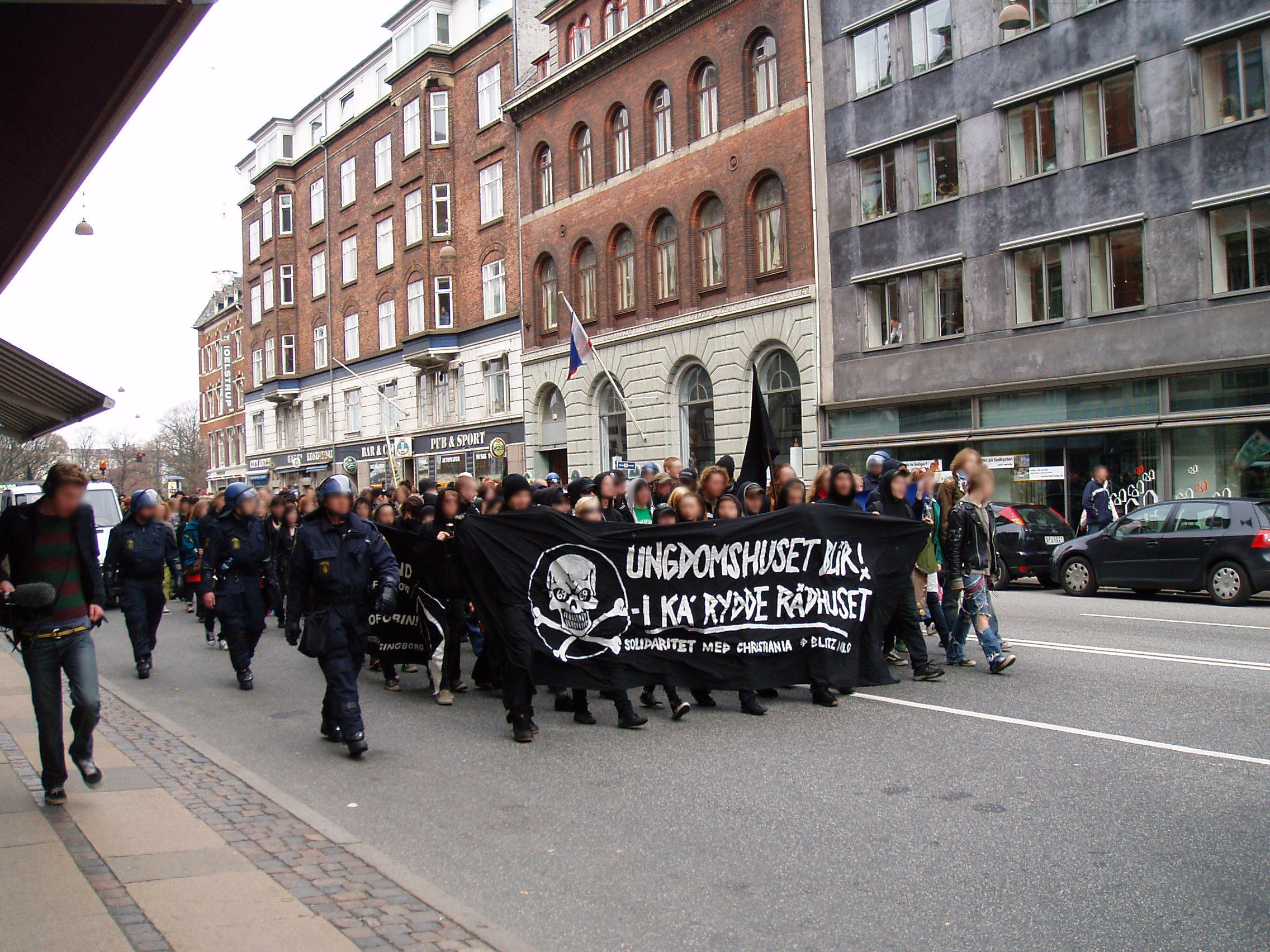
1er mai 2006 : 500 manifestants d'Ungdomshuset devant la mairie de Copenhague au Danemark en solidarité avec Christiania.

- Angleterre (2005): Présence d'un black bloc au G8[48].

- Heiligendamm (Allemagne) (début juin 2007): Un black bloc d'environ 5 000 personnes se forme lors d'une grande manifestation contre le G8 et donne lieu à des affrontements violents avec la police. Un millier de personnes, dont 430 policiers, sont blessées dans des heurts entre activistes des Black Blocs et forces de l'ordre[49].

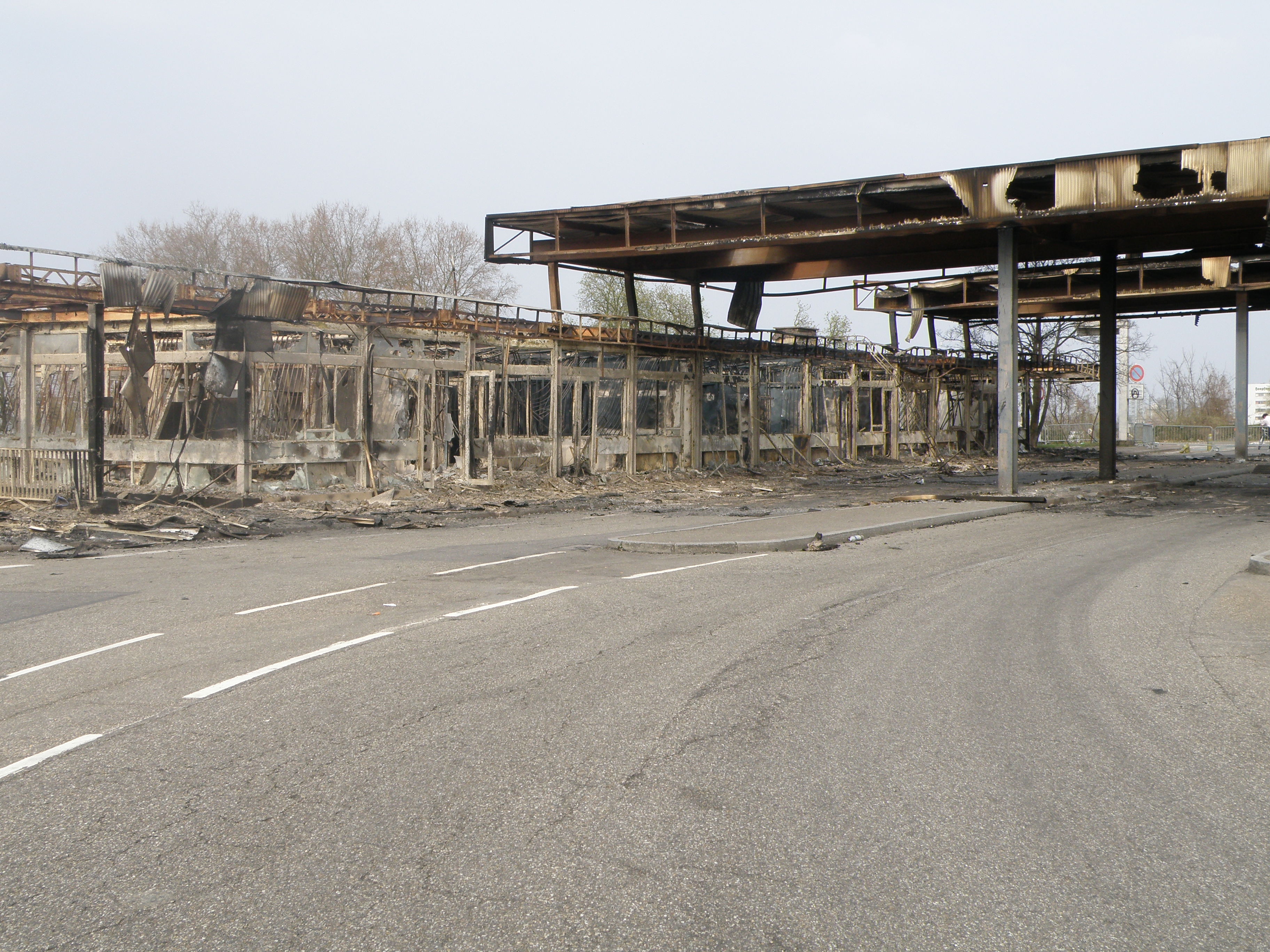
L'ancien poste-frontière du pont de l'Europe à Strasbourg, incendié le 5 avril 2009.

- Sommet de l'OTAN à Strasbourg (3 et 4 avril 2009) : un black bloc d'environ 2 000 personnes se réunit au cours de la manifestation contre le Sommet de l'OTAN à Strasbourg[50]. Ils mettent littéralement à sac le quartier du Port du Rhin[51]. La douane, l'office du tourisme, un distributeur de billets, une pharmacie (par propagation du feu), l'hôtel Ibis sont incendiés[52] et une dizaine d'entreprises privées sont vandalisées. Des vitrines d'usines et 27 Abribus sont détruits, ainsi que des panneaux publicitaires, des caméras de vidéo-surveillance et un radar automatique. Une barricade est dressée à l'aide de wagons. Le montant des dégâts s'élève à plus de 100 millions d'euros tandis que 1 500 personnes ont été blessées dont plus de 100 policiers et 13 pompiers[51].

- Poitiers (10 octobre 2009) : un black bloc d'environ 250 personnes se réunit par surprise pendant une manifestation de protestation contre le transfert des 118 détenus de la maison d'arrêt (MA) de Poitiers au nouveau centre pénitentiaire (CP) de Vivonne. Une vingtaine de vitrines, des horodateurs ainsi que des cabines téléphoniques, des abribus et des bollards sont détruits ou arrachés. Un slogan (« Omnia sunt communia », extrait de Vatican II) est également peint sur le baptistère Saint-Jean. Ce mouvement était attendu de façon pacifiste et avec une faible ampleur ; la police, alors préparée pour 50 manifestants, s'est très vite retrouvée débordée[53]. Le ministre de l'intérieur, Brice Hortefeux, déclare qu'il « n'hésiterait pas » à demander la « dissolution » des « groupuscules »[54]. En 2018, le politologue poitevin Thomas Michaud publie Réflexions sur l’anarchie, à la suite du black bloc de Poitiers du 10 octobre 2009[55].

- Genève (28 novembre 2009) : un black bloc d'environ 200 personnes se réunit lors d'une manifestation anti-OMC (Organisation mondiale du commerce). Dès le début de la manifestation, trois groupes distincts se livrent à des déprédations, retournant se dissimuler parmi les manifestants à l'arrivée des policiers[56]. Les manifestants détruisent à coups de pierres, de masses et de marteaux les vitrines de commerces de luxe, d'agences bancaires ainsi que celles d'un hôtel cossu du centre-ville de Genève. Ils s'en seraient également pris aux voitures les plus luxueuses, en en brûlant quatre par la même occasion. Quatorze personnes sont interpellées pour « émeute », ainsi que quatre autres pour « vol et émeute » ayant été retrouvées en possession de marchandises volées dans les vitrines[57],[58].

- Copenhague (12 décembre 2009) : un black bloc d'environ 300 personnes se réunit lors d'une manifestation contre la conférence internationale sur le climat. Des vitrines sont brisées à l'aide de marteaux et de briques, un policier est blessé et quatre voitures ont été incendiées. Les black blocs retournent parmi les manifestants pacifiques pour éviter les arrestations et en émergent ponctuellement pour briser une vitrine. Quelque 1 800 personnes seront interpellées[59].

### Les années 2010

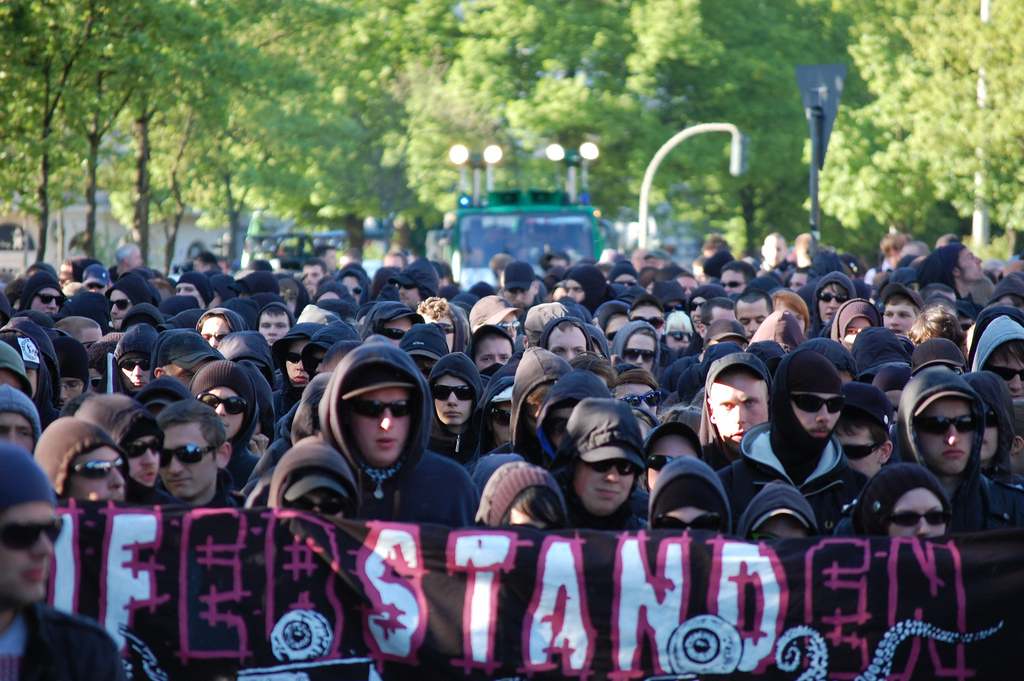
Manifestation pour la Rote Flora, à Hambourg en 2011.

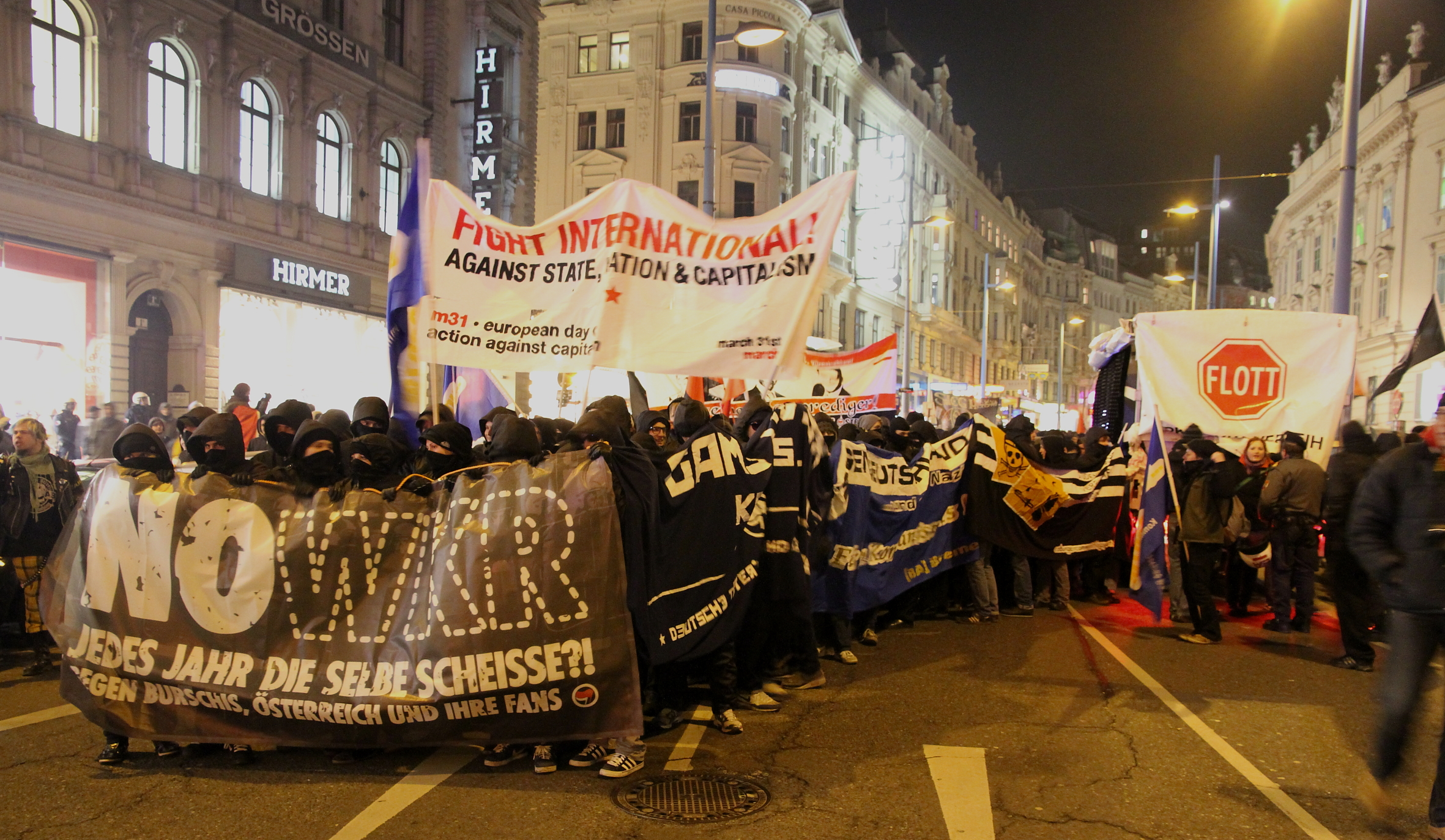
Un Black Bloc à Vienne en 2012.

- Vancouver (13 février 2010) : un black bloc durant une manifestation contre les Jeux olympiques d'hiver de 2010[60].

- Toronto (26 juin 2010) : un black bloc se réunit lors d'une manifestation contre le G20 organisée à Toronto. De nombreuses vitrines de magasins appartenant à des chaînes multinationales sont fracassées. Les manifestants brisent les vitrines des magasins et des banques du centre-ville et incendient des voitures de police lors d'une manifestation que la police maîtrise finalement avec des gaz lacrymogènes et des arrestations massives[61].

- Rome (15 octobre 2011) : un black bloc de quelques centaines de personnes se réunit lors de la manifestation du Mouvement des Indignés. Des vitrines de banques et de magasins sont détruites. Bilan : 135 blessés, dont 105 policiers[62],[63].

- Montréal (1er mai 2012) : un black bloc de 1 000 à 2 000 personnes se forme lors de la manifestation anticapitaliste autonome du 1er mai et s'attaque à une banque, des commerces et à la police.

- Égypte (24 janvier 2013) : création d'un mouvement black bloc égyptien fortement médiatisée à l’échelle locale et internationale. Leur cible principale est le gouvernement du président Mohamed Morsi et la confrérie des Frères musulmans dont il est issu. Les membres du mouvement apparaissent brandissant des drapeaux anarchistes avec un message défilant sur la vidéo dont voici un extrait : « Nous sommes le groupe Black Bloc, partie d’un tout dans le monde. Nous militons depuis des années pour la libération de l’Être humain, la démolition de la corruption et le renversement du tyran[64],[65]. »

- Brésil (octobre 2013) : des blacks blocs affrontent la police lors du mouvement protestataire qui demande de meilleurs services publics et proteste contre la corruption et le coût de la Coupe du monde de football de 2014. Selon Le Figaro, ils adoptent « une stratégie d'autodéfense [face à] l'ampleur de la répression policière […] quitte à assumer les dérapages, comme des bus incendiés […] En ce sens, ils bénéficient d'une bonne dose de sympathie de la part de la classe moyenne, lasse de politiques sourds à leurs revendications[66]. » Selon une enquête reprenant les travaux de deux chercheurs effectués auprès d'une vingtaine d'activistes, ces Black blocs se révèlent être « une masse hétérogène », dont la plupart sont « âgés entre 15 et 25 ans, appartenant à la classe moyenne basse »[67]. Les actions se poursuivent jusqu'à la Coupe du monde de football de 2014[68],[69],[70].

- Nantes (22 février 2014) : en marge d'une manifestation contre le projet d'aéroport à Notre-Dame-des-Landes (Loire-Atlantique), un black bloc de 1 000 personnes commet des dégradations et affronte violemment les forces de l'ordre, selon le ministre de l’Intérieur Manuel Valls[71]. Par la suite, celui-ci dénonce « cette ultragauche, ces Black Blocs, originaires de notre pays mais aussi de pays étrangers »[72]. Pour la France, d'après les services de renseignements, le noyau dur des Black Blocs se compose de 450 à 500 personnes. Selon certains spécialistes[Qui ?], ils seraient au total près d'un millier[73].

- Francfort (18 mars 2015) : des black blocs ont protégé les manifestants pacifiques durant les actions d'occupation du rassemblement contre l’inauguration de la Banque centrale européenne. Ils ont ensuite manifesté en détruisant des vitrines de banques, bloquant des routes et incendiant sept voitures de police[74].

- Rennes (mai 2016): quelques centaines d'activistes anticapitalistes en mode black blocs défilent dans les rues de Rennes pour dénoncer le « régime capitaliste ultralibéral » et les violences policières. Ces heurts surviennent à l'origine de manifestations prévues contre la loi Travail. La ville de Rennes subit d'importantes dégradations, banques, distributeurs automatiques de billets, commissariat de police et caméras de surveillance sont détruites[75]. Le ministre de l'Intérieur du gouvernement Valls se rend à Rennes dans la matinée du 15 mai 2016 pour dénoncer ces violences, il affirme lors d'une conférence de presse, après avoir passé les Forces de l'Ordre en revue[76], venues nombreuses en renfort dans la ville : « Si le droit de manifester est sacré, il n'y a pas de droit de casser »[77].

- Paris (mai 2017) : en marge de manifestations du 1er mai à Paris, six policiers sont blessés, dont deux grièvement[78], dans ce qui est rapporté comme des actions de Black Bloc[79],[80],[81].

- Hambourg (juillet 2017) : différents groupes de toute l'Europe (Scandinavie, Suisse, Italie, France, Allemagne) se sont rejoints pour former un black bloc estimé entre 7 000 et 8 000 personnes lors d'une manifestation organisée contre une réunion du G20[82],[83],[84].

- Paris (mai 2018) : le 1er mai à Paris, un black bloc d'environ 1 200 personnes (selon la préfecture de police, « du jamais-vu ») prend la tête d'un cortège autonome de 14 500 manifestants[85],[86], en marge et devant la manifestation syndicale (20 000 personnes). Selon la préfecture de police de Paris, « trente et un commerces ont été dégradés, six véhicules ont été incendiés et dix autres dégradés »[87],[88],[89],[90],[91],[92].

- France (23 octobre 2018) un projet de loi visant la mouvance Black-bloc est porté par le président LR des sénateurs, Bruno Retailleau. Il stipule qu'à titre de prévention, les préfets pourront prononcer des interdictions de manifestation dans un but de sécurité publique. La création d'un fichier national d'interdits de manifester est aussi proposée. Les préfets pourraient aussi autoriser des fouilles et palpations pendant les six heures précédant les manifestations et jusqu'à leur dispersion dans un périmètre défini. Une proposition qui indigne l'opposition qui dénonce l'atteinte aux libertés publiques[93]. La loi visant à renforcer et garantir le maintien de l'ordre public lors des manifestations est adoptée à la mi-mars 2019[94].

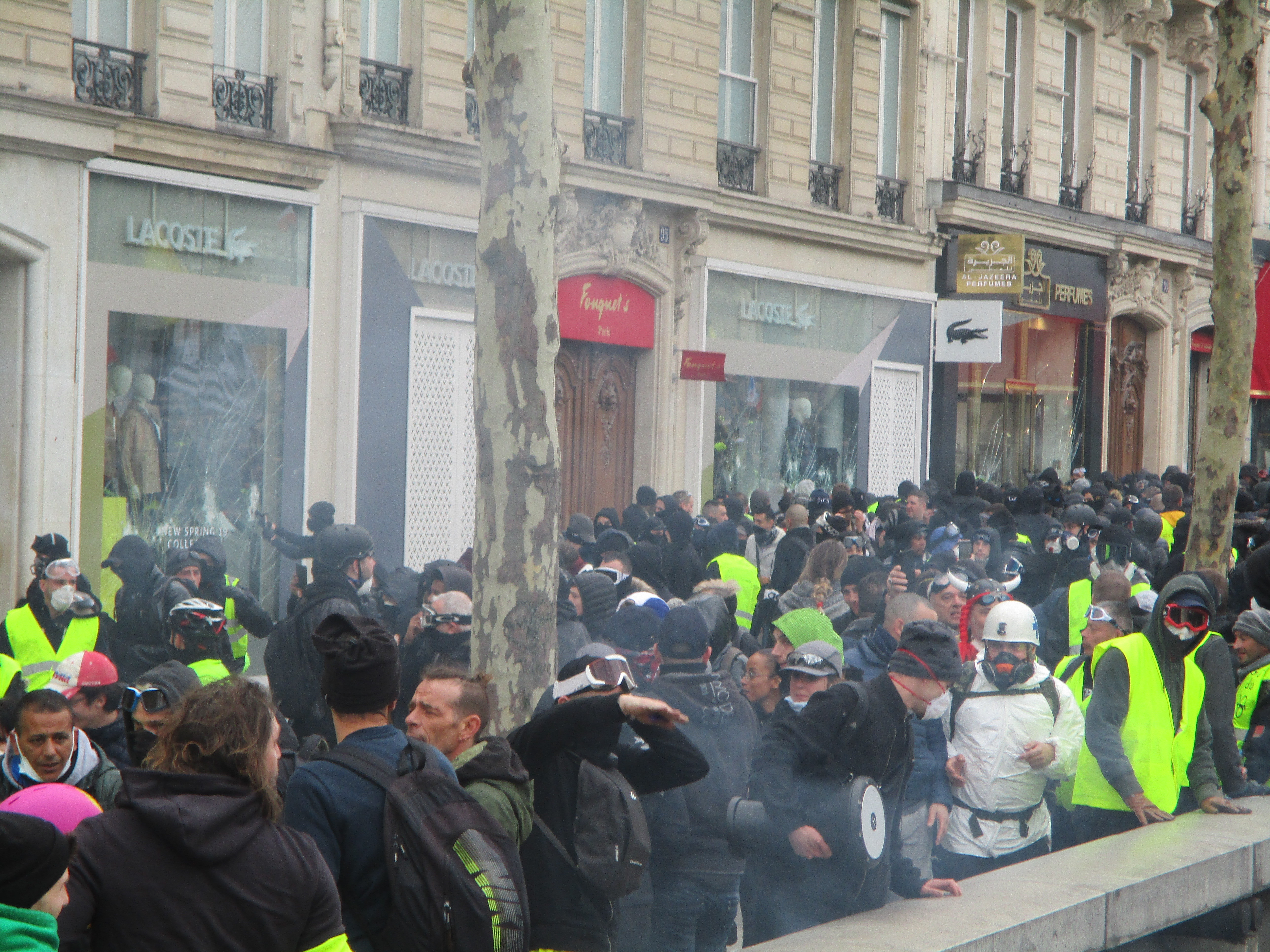
Membres du Black bloc vandalisant des vitrines de magasins sur les Champs-Élysées pendant l'acte XIX du mouvement des Gilets jaunes en mars 2019.

- Paris (16 mars 2019) : des blacks blocs de plus de 1 500 personnes[95] se forment à l'« acte XIX » du mouvement des Gilets jaunes et participent aux côtés des gilets jaunes à des dégradations et des affrontements avec la police jamais vus auparavant sur les Champs-Élysées[96],[97],[98] depuis l'« acte III » du 1er décembre 2018[99] ; heurts et dégradations se poursuivant jusqu'en fin d'après-midi dans plusieurs autres endroits de la capitale[100],[101]. Au total, 216 commerces ont été dégradés[102] (80 % assez lourdement touchés), dont 27 pillés[103], les autorités déplorant 79 feux, dont 5 de bâtiments, et la quasi-totalité des kiosques à journaux de l'avenue totalement détruits[104]. Trente gendarmes, policiers et pompiers ont également été blessés[103].

- France (23 novembre 2019) : un black bloc composé d'une trentaine de femmes « féministes antifascistes ou anarchistes » se constitue au sein de la Marche contre les violences faites aux femmes et les féminicides organisée à Paris qui a réuni au moins 49 000 personnes[105].

### Années 2020
- Paris (mai 2021) : le 1er mai à Paris, des blacks blocs attaquent et dégradent des camions de la CGT ainsi que leurs membres en fin de manifestation à la Place de la Nation, il s'agit d'une première depuis l’existence du syndicat[106],[107]. Les autonomes et les militants de la CGT se traitent alors mutuellement de « fascistes »[108]. Pour Christophe Bourseiller, spécialiste de l'ultra-gauche, cette attaque rappelle les affrontements des années 70 entre autonomes et syndicats[109]
- Paris (mai 2025) : le 1er mai, des individus cagoulés identifiés comme des « black blocs » saccagent le stand du Parti socialiste et malmenent des élus dont notamment Jérôme Guedj[110].

## Publications, communiqués et interviews
- David Van Deusen, Xaviar Massot, The Black Bloc Papers, une anthologie de textes du North American Anarchist Black Bloc, 1988-2005, Breaking Glass Press, 2010  (ISBN 0-9791671-0-8), texte intégral en anglais, extraits en français.
- Les Black Blocs par eux-mêmes, Atelier de création libertaire, 2005, texte intégral.
- Francis Dupuis-Déri, Les Black Blocs - La liberté et l'égalité se manifestent, Lux Éditeur, 2016,  (ISBN 978-2895962267), 360 pages.
- Collectif, Manifestation du 1er mai (2019) : qu’attendre du « Black Bloc » ?, Lundi matin, 29 avril 2019, [lire en ligne].
- Casse, démocratie, haine anti-flics : plongée dans la pensée "black bloc", Marianne, 30 avril 2019, [lire en ligne].
- Darkveggy, Black Blocs, au singulier ou au pluriel… Mais de quoi s’agit-il donc ?, Bruxelles, Alternative Libertaire, no 232, octobre 2000, texte intégral.

### Travaux universitaires
- Florian Rousset, La Résurgence d'une violence politique spécifique dans la mouvance Black Bloc, mémoire de DEA en science politique, Institut d'études politiques de Grenoble, 2002 (OCLC 491876534).
- Clément Barette, La Pratique de la violence politique par l’émeute : le cas de la violence exercée lors des contre-sommets, mémoire d’études approfondies en sociologie politique, université Panthéon-Sorbonne, 2002.
- Francis Dupuis-Déri, « Manifestations altermondialisation et “groupes d’affinité”. Anarchisme et psychologie des foules rationnelles », colloque « Les mobilisations altermondialistes », GERMM, 3-5 décembre 2003, [lire en ligne].
- Félix Thériault-Béruhé, Les « Black Blocs » et leur impact sur les autres acteurs du mouvement anti/altermondialiste au Québec : le cas du Sommet de Québec en 2001, Mémoire de Maîtrise en sciences politiques, Université de Montréal, 2006, [lire en ligne].
- Olivier Cahn, La répression des « black blocs », prétexte à la domestication de la rue protestataire, Archives de politique criminelle, 2010/1, p. 165-218, [lire en ligne].
- Geneviève Vaillancourt, Francis Dupuis-Déri, Féministes et recours à la force politique : des suffragettes britanniques aux « casseuses » des Black Blocs, Françoise Stéréo, n°3, mars 2015, [lire en ligne].
- Maxime Boidy, Le black bloc, terrain visuel du global, Terrains/Théories, 5|2016, [lire en ligne], DOI 10.4000/teth.834.
- Romain Huët, Phénoménologie de la violence politique : formes, sens et expériences sensibles de l’émeute, Séminaire Violence et sortie de la violence, Fondation Maison des sciences de l'homme, 3 mai 2018, [lire en ligne].

### Articles
- Alice Cantiteau, Les Black Blocs : preuves de la mutation de la contestation sociale, Centre de Recherche de l'École des officiers de la Gendarmerie nationale (CREOGN), note numéro 20, juillet 2016, [lire en ligne].
- Claudio Albertani, Paint it black. Black blocs, tute bianche et zapatistes dans le mouvement antimondialisation, Les Temps Maudits, no 12, janvier-avril 2002, texte intégral.
- Francis Dupuis-Déri, Black Blocs : bas les masques, Mouvements, no 25, janvier-février 2003, p. 74-80, texte intégral.
- Francis Dupuis-Déri, Penser l’action directe des black blocs, Politix, no 68, vol. 17, 2004, p. 79-110, texte intégral.
- Irène Pereira, Une sociologie des Blacks blocs, Contretemps, 2007, texte intégral.
- Cédric Moreau de Bellaing, Casse, politique et représentation dans la France contemporaine, Droit et cultures, no 58, 2009-2, texte intégral.
- Christian Losson, La nébuleuse radicale des « black blocs », Libération, 4 avril 2009, texte intégral.
- Alexandra Bogaert, « Il n'y a pas un Black Bloc, mais des Black Blocs », Metronews, 5 avril 2009, texte intégral.
- Francis Dupuis-Déri, Black Bloc et carré rouge, Montréal, Le Devoir, 28 avril 2012, texte intégral.
- Francis Dupuis-Déri, « L’argument de la vitrine cassée est le meilleur du monde moderne ». Reconsidérer les rapports entre l’action directe et la politique délibérative, Les ateliers de l’éthique - The Ethics Forum, vol.7, no 1, printemps 2012, p. 127-140, texte intégral.
- Ahmed Bensaada, La violence : Nouveau modus operandi de la contestation « révolutionnaire » en Égypte, 19 février 2013, texte intégral.
- Des activistes luttant contre le projet d’aéroport de Notre-Dame-des-Landes, À Nantes, la stratégie du Black Bloc, Libération, 17 avril 2014, texte intégral.
- Francis Dupuis-Déri, « Il n’est pas encore illégal de rêver à la révolution, que je sache », interview, Libération, 3 mai 2014, texte intégral.
- Margaux Mazellier et Chloé Dubois, « Ces black bloc qui ne veulent pas être que des « casseurs » », Politis,‎ 16 mai 2016 (lire en ligne).
- Tristan Goldbronn, Pierre Gautheron, « Au cœur du Black Bloc », StreetPress,‎ 31 mai 2016 (lire en ligne).
- Clément Peltier, « Black blocs: quand les femmes choisissent la violence politique » », cheekmagazine,‎ 20 décembre 2016 (lire en ligne).
- Sylvain Mouillard, « Il y a des moments où c’est intelligent d’aller tout péter », Libération, 26 mai 2016, [lire en ligne].
- Samuel Zralos, Le black bloc, une technique de lutte, ni mouvement ni phénomène, RFI, 4 mai 2018, [lire en ligne].
- Walt, Le cortège de tête, une tradition française ?, Lundimatin, 18 mai 2018, [lire en ligne].
- Jeanne Cassard, Qui sont ces femmes qui rejoignent les Black Blocs, Le Parisien, 11 mai 2018, [lire en ligne].
- Kocila Makdeche, L'article à lire pour comprendre ce qu'est vraiment un black bloc, France Info, 19 avril 2019, [lire en ligne].
- Elsa Gambin, Quelle place pour le black bloc dans les luttes écolos ?, reporterre.net, 29 avril 2023, [lire en ligne].

### Radio
- 2015: Gilbert Chevalier, « Expliquez-nous… les Black Block », France Info,‎ 6 novembre 2015 (lire en ligne).
- 2015: Ces sommets qui ont façonné le monde (4/4) - Seattle, 1999, des "altermondialistes" aux "décroissants", France Culture[112].
- 2018: Qui sont, que veulent et où vont les "black blocs" ? , Guillaume Erner, France Culture[113].
- 2018: Les black blocs, d'où viennent-ils ?, Thomas Legrand, France Inter[114].
- 2019: L'émeute est-elle attirante ?, France Culture[115].